# Ano embolístico
Ano embolístico, também chamado de ano embolísmico, é o ano em calendários lunissolares que consiste de treze meses lunares. Esta correção, o acréscimo do mês embolístico, é necessária para que os anos fiquem sincronizados com as estações. Nos calendários lunares, como o calendário islâmico, em que cada ano tem sempre doze meses lunares, o início do ano varia a cada ano, não sendo sincronizado com as estações.
No calendário judaico, os anos embolísticos são obtidos ao se duplicar o mês Adar, em Adar Rishom (primeiro Adar) e Adar Sheni (segundo Adar). Nestes anos, as festas que são celebradas no mês Adar, como o Purim, dias memoriais, Bar Mitzvah, etc, são celebradas no segundo Adar.